# Deborah Sampson
Deborah Sampson Gannett, semplicemente nota come Deborah Sampson (Plympton, 17 dicembre 1760 – Sharon, 29 aprile 1827), è stata una militare statunitense, che si finse un uomo per partecipare alla Rivoluzione americana. 
Servì per 17 mesi nell'esercito, tra il 1781 e il 1782, sotto lo pseudonimo di "Robert Shirtliff" (spesso scritto nelle varianti Shirtliffe o Shurtleff), divenendo una delle poche donne, registrate in documenti ufficiali, ad aver partecipato alla Guerra d'indipendenza americana e la prima ad aver ricevuto un proiettile in campo nella difesa della nuova patria..

## Biografia

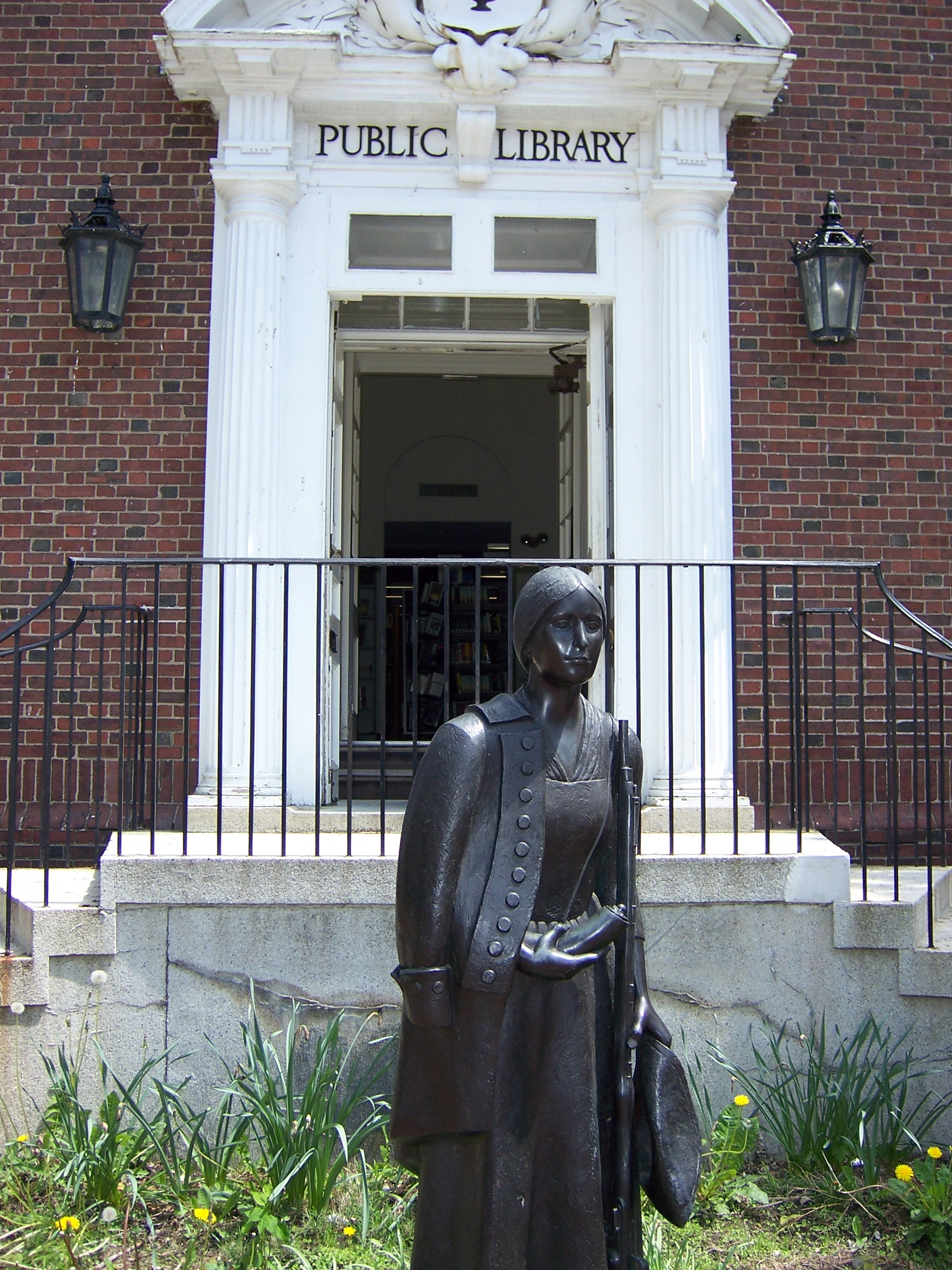
Satua di Deborah Sampson alla biblioteca pubblica di Sharon

Deborah Sampson nacque il 17 dicembre 1760 a Plympton, Massachusetts, da una famiglia di umili origini e con gravi difficoltà economiche, quinta di sette fratelli: Jonathan, Elisha, Hannah, Ephraim, Nehemiah e Sylvia.
Quand'era piccola le fu raccontato che il padre, Jonathan Sampson, morì in mare. Prove successive hanno dimostrato che egli avrebbe lasciato volontariamente la famiglia, migrando a Lincoln County, Maine, ove si sarebbe creato una nuova vita insieme a donna di nome Martha, per poi tornare a Plympton solo nel 1794 a causa di una transizione immobiliare, evitando comunque il contatto con i figli, che ne persero le tracce. È probabile che nel 1770 sia stato indagato per omicidio nel Maine, ma non si ha la completa certezza che si trattasse proprio di lui.
Dopo l'abbandono del padre, la madre, Deborah Bradford, pronipote del governatore della colonia di Plymouth William Bradford e discendente di alcuni passeggeri della mitica Mayflower, non riuscendo a prendersi cura da sola dei propri figli, li separò, affidandoli alle cure di amici e parenti, morendo poco dopo.
Il ruolo di tutrice della Sampson toccò in un primo momento a Mary Prince Thatcher, vedova del reverendo Peter Thatcher, che, ormai ottantenne, le avrebbe insegnato a leggere, con lo scopo di farsi recitare da lei alcuni versi della Bibbia.
In seguito alla morte della vedova, Deborah si trasferì a Middleborough, accolta dalla famiglia Thomas, presso la quale lavorò come membro della servitù debitoria tra il 1770 e il 1778. Sebbene fosse trattata con riguardo e affetto nella nuova abitazione, i coniugi Thomas, non credendo nell'educazione femminile, non la mandarono a scuola e la Sampon dovette arrangiarsi nella sua istruzione grazie ad appunti e compiti che i figli degli affidatari condividevano con lei.
A 18 anni, Deborah lasciò Middleborough, dedicandosi all'insegnamento e alla tessitura. Lavorò anche per un breve periodo alla taverna Sproat, ove conobbe alcuni membri delle famiglie Bourne, Morton e Leonard, con i quali successivamente si arruolò.
Pare che fin dalla giovinezza la Sampson fosse predisposta al lavoro manuale di legno e metallo, specialmente in cesteria e carpenteria leggera, con l'occasionale realizzazione di sgabelli da mungitura, slittini, banderuole, rocchetti di filo, fusi e utensili da cucina, che vendeva porta a porta.
Il 7 aprile 1785, sposò a Stoughton Benjamin Gannett (1757–1827), un contadino, con il quale adottò l'orfana Susanna Baker Shepard ed ebbe tre figli: Earl (1786), Mary (1788) e Patience (1790).
Dopo il matrimonio la coppia si trasferì presso un podere nel terreno della famiglia di Gannett, ove si dedicarono alla vita agreste fino alla morte, avvenuta nel 1827.

## Servizio militare
All'inizio del 1782 Deborah indossò per la prima volta vesti maschili nel tentativo di unirsi all'esercito, sotto il nome fasullo di Timothy Thayer.
Anche un'altra donna, Lauren Madsen, che si faceva chiamare Charles Thayer, in quegli anni portava la divisa. Le due purtroppo non ebbero mai occasione di combattere nello stesso schieramento, perché al momento del suo arruolamento, un cittadino riconobbe la Sampson, che fu costretta a mettere momentaneamente da parte il suo sogno.
L'esercito, dopo un ammonimento, richiese come punizione una semplice multa, ma le voci iniziarono a girare e Deborah venne in poco tempo esclusa ed evitata dalla comunità di battismo alla quale apparteneva, che si rifiutò di rivolgerle la parola finché non avesse chiesto perdono per le sue azioni.
A maggio dello stesso anno, la Sampson, non arresasi, si arruolò, questa volta senza problemi, a Uxbridge, sotto il nome di "Robert Shirtliff".
Fu affidata alla Light Infantry Company del quarto reggimento del Massachusetts, sotto il comando del Capitano George Webb (1740–1825). L'unità elitaria, che contava tra i 50 e i 60 scelti per la prestazione fisica eccelsa, fu dapprima posta a Bellingham, e in un secondo momento radunata a Worcester con il resto del reggimento, comandato dal Colonnello William Shepard; il loro compito era quello di garantire una copertura laterale all'avanzamento repentino dei reggimenti.
La Sampson partecipò a diversi scontri.
Nel corso della sua prima battaglia, il 3 luglio 1782, poco fuori da Tarrytown, New York, si procurò due ferite da arma da fuoco nella coscia e un taglio prominente sulla fronte. Preoccupata che la sua identità fosse svelata, implorò gli altri soldati di lasciarla morire, ma fu comunque condotta in ospedale. Il medico fece in tempo a ricucirle il taglio sulla fronte e Deborah scappò prima che potesse estrarle i proiettili dalla gamba.
Fu lei stessa, munita di temperino e ago, a rimuoverne uno dei due; purtroppo l'altro proiettile era troppo in profondità e la Sampson non riuscì a raggiungerlo, conservandolo all'interno della propria carne per il resto della vita.
Il primo aprile 1783, fu riassegnata a nuovi ordini e trascorse sette mesi a servire come attendente del Generale John Paterson.
Il 24 giugno, il Presidente del Congresso ordinò a George Washington di inviare un battaglione a Philadelphia con lo scopo di reprimere le rivolte dei soldati, nate da notevoli ritardi sulla paga.
Proprio in questa missione Deborah si ammalò gravemente e, nel tentativo di curarla, il dottore Barnabas Binney (1751–1787) scoprì il suo segreto. Egli infatti, avendole rimosso le vesti per visitarla, trovò il pezzo di lino che usava per stringersi il seno. Binney non denunciò la donna, ma la coprì, portandola a casa propria, dove si prese cura di lei con l'aiuto della moglie, delle figlie e di un'infermiera. Dopo la guarigione, il dottore chiese alla Sampson di portare una lettera al Generale Paterson, nella quale Binney lo informava dell'identità della donna. Deborah, consapevole del contenuto della missiva e pronta a rivelare la verità, consegnò la lettera. Paterson non la ammonì, al contrario di quello che si sarebbe aspettata, ma le diede un paio di consigli e abbastanza denaro per tornare a casa.
Fu congedata con onore a West Point, New York, il 25 ottobre 1783, dopo un anno e mezzo di servizio.

## Aspetto fisico
Deborah era alta, forte e poco femminile.
Il seno piccolo, legato da bande di lino, e i fianchi larghi, insieme ai suoi 175 centimetri di altezza (5 in più della media maschile del tempo), la facilitarono non poco nell'indossare indisturbata per più di un anno le vesti di Robert Shirtliff.
L'autore della sua biografia, Hermann Mann, che la conobbe per molti anni, la descrisse nel 1797 come una donna piatta e allenata, dai tratti regolari, non di eccezionale bellezza. 

## Ultimi anni e morte
Nel gennaio 1792, la Sampson presentò una petizione al legislatore statale del Massachusetts per la liquidazione che l'esercito le aveva negato in quanto donna. Tale petizione fu accolta e firmata dal governatore John Hancock, che la retribuì con 34 sterline.
Nel 1802 iniziò a tenere delle lezioni sul suo servizio in tempo di guerra. Nella prima parte di questi comizi esaltava le virtù delle donne e negava la superiorità di genere, mentre verso la fine lasciava il palcoscenico, tornando poco dopo in uniforme per eseguire dimostrazioni di faticosi esercizi militari. Si esibiva sia per guadagnare denaro sia per giustificare il suo arruolamento, ma anche così non guadagnava abbastanza per pagare le proprie spese, tant'è che spesso era costretta a chiedere prestiti al suo amico Paul Revere. Revere scrisse anche lettere ai funzionari del governo per suo conto, chiedendo che le venisse assegnata una pensione per il suo servizio militare e le sue ferite. Egli scrisse: "Sono stato indotto a indagare sulla sua situazione e sul suo carattere, da quando ha abbandonato l'attitudine maschile e l'uniforme dei soldati per l'abbigliamento più decente del suo stesso genere... l'umanità e la giustizia mi obbligano a dire che ogni persona - e non sono poche - che mi abbia parlato di lei, ne abbia parlato come una donna piena di talento, buona, una moglie rispettosa e una madre affettuosa".
Tra il 1805 e il 1809, Deborah inviò altre petizioni al Congresso, chiedendo una pensione da militare invalido. La richiesta, dopo non pochi problemi, venne accolta e la Sampson fu capace di ripagare i suoi debiti e migliorare le condizioni di vita della sua famiglia.
Deborah, contratta la febbre gialla, morì il 29 Aprile 1827, all'età di 66 anni. Fu sepolta al Rock Ridge Cemetery a Sharon.

## Nella cultura di massa
- La città di Sharon celebra e ricorda la Sampson con una statua davanti alla biblioteca pubblica e con una targa sulla sua casa "Deborah Sampson Gannett House," che non è tuttavia aperta al pubblico.
- Dal 2000 la bandiera della città di Plympton ha al centro un disegno della Sampson in uniforme, riconosciuta come eroina nazionale del Massachusetts.
- Durante la Seconda Guerra Mondiale, una nave tedesca fu nominata Deborah Gannett in suo onore.[18]
- Portrait of Deborah: A Drama in Three Acts è uno spettacolo di Charles Emery che debuttò al Camden Hills Theatre, Camden, Maine, il 19 febbraio 1959.[19]
- I'm Deborah Sampson: A Soldier of the Revolution di Patricia Clapp (1977) è una romanzo sulla vita di Deborah.
- La Sampson è raffigurata come Robert Shurtless, un soldato comico in The Rebel Mess The American Revolution di Kirk Wood Bromley.[20]
- Deborah Sampson è interpretata da Whoopi Goldberg nell'episodio 34 di Liberty's Kids, intitolato "Deborah Sampson: Soldier of the Revolution."
- Alex Myers, un discendente della Sampson, nel 2014 ha pubblicato Revolutionary, un resoconto romanzato della sua vita.[21]
- Il 7 luglio 2016, la giornalista/storica Allison L. Cowan ha presentato "Deborah Sampson: Continental Army soldier" un talk show sulla sua biografia.[22]
- Durante un discorso alla Convention Democratica Nazionale del 26 luglio 2016, Meryl Streep nominò la Sampson all'interno di una lista di donne che hanno fatto la storia.[23]
- La storia di Deborah Sampson, narrata da Paget Brewster, è stata adattata cinematograficamente in un corto-parodico storico nella rubrica Drunk History, all'interno del quale la Sampson è interpretata da Evan Rachel Wood.[24]